# Farmacevter utan gränser
Farmaceuter utan Gränser (Pharmaciens Sans Frontières) är en ideell organisation som bland annat verkar för förbättrad läkemedelsförsörjning och läkemedelsanvändning i låginkomstländer. Föreningen organiserar främst apotekare, farmaceuter och receptarier.